# Trolejbusy w Mohylewie
Trolejbusy w Mohylewie – system komunikacji trolejbusowej działający w białoruskim mieście Mohylew.
W 1966 rozpoczęto budowę zajezdni trolejbusowej. Uruchomienie trolejbusów nastąpiło 19 stycznia 1970.

## Linie
W Mohylewie istnieje 12 linii trolejbusowych:
- 1: Лазаренко – КП „ТЭЦ-2"
- 2: Завод „Могилёвтрансмаш” – КП „Зелёный Луг”
- 3: Площадь Орджоникидзе – КП „ТЭЦ-2"
- 3к: Площадь Орджоникидзе – Облгаз
- 4: КП „Переезд” – КП „Любуж”
- 5: Вокзал – КП „ТЭЦ-2"
- 5к: Вокзал – Облгаз
- 6: КП „Любуж” – КП „ТЭЦ-2"
- 7: КП „Зелёный Луг” – КП „Любуж”
- 8: КП „Зелёный Луг” – Вокзал
- 10: Площадь Орджоникидзе – КП „Любуж”
- 11: КП „Зелёный Луг” – КП „Любуж”

## Tabor
W 1970 w eksploatacji znajdowało się 18 trolejbusów ZiU-5. Obecnie w mieście są 129 trolejbusy:
| Typ      | Liczba egzemplarzy |
| -------- | ------------------ |
| AKSM-321 | 68                 |
| AKSM-201 | 28                 |
| AKSM-101 | 25                 |
| ZiU-9    | 7                  |
| AKSM-333 | 1                  |